# Litslena landskommun
Litslena landskommun var en tidigare kommun i Uppsala län.

## Administrativ historik
Kommunen inrättades i Litslena socken i Trögds härad i Uppland när 1862 års kommunalförordningar trädde i kraft 1863.
Vid kommunreformen 1952 gick den upp i Norra Trögds landskommun, som 1971 uppgick i Enköpings kommun. 

## Politik

### Mandatfördelning i Litslena landskommun 1938-1946
| 8 | 8 | 2 | 2 |

| 20 |

| 8 | 12 |

| 19 |

| 7 | 13 |

| 18 |